# فوجیوارا نو ناریتسونه
فوجیوارا نو ناریتسونه (به ژاپنی: 藤原 成経 Fujiwara no Naritsune); ۱ ژانویهٔ ۱۱۵۶ – ۱ ژانویهٔ ۱۲۰۲) یک کوگه در دوره هی‌آن اهل ژاپن بود. وی به همراه پدرش فوجیوارا نو ناریچیکا بر علیه خاندان تایرا در طی حادثه شیشیگاتانی شورش کرد.